# Pietro Marincola
Pietro Marincola (Pizzo (Calabrië), 2 april 1884 – Lanciano, 2 november 1972) was een Italiaans componist en dirigent.
In zijn geboortestad Pizzo is een straat naar hem vernoemd, de Via Pietro Marincola.

## Levensloop
Marincola studeerde compositie en instrumentatie voor blaasorkesten aan het Conservatorio di San Pietro a Majella di Napoli in Napels bij Nicola D'Arienzo, Raffaele Caravaglios en Giuseppe Martucci.
Na het behalen van zijn diploma's was hij dirigent van de Banda Complesso Bandistico Città di Paternò (1914), Banda dall'Instituto Carlo III di Napoli, Banda di Baucina, Banda Musicale di Acquaviva delle Fonti (1919-1921), Orchestra di Fiati "Giuseppe Chielli" Città di Noci (1921-1925), Banda Associazione musicale "Amici del Maio", l'Orchestra di fiati Baiano (1928), Grande Orchestra di Fiati "G. Ligonzo" Citta di Conversano (1929-1932) (zijn opvolger aldaar was de componist en dirigent Giovanni Orsomando), L'Associazione Banda di Castellana Grotte (1936), Orchestra di Fiati "Fedele Fenaroli" Città di Lanciano (1938, 1951-1958), Banda di Gessopalena (1945-1946), Banda di Casalincontrada (1946-1947), Orchestra di Fiati Città di Santeramo in Colle (1948), Banda di Atri (1949-1950) en Banda Musicale di Silvi (1952). Hij was verder dirigent van de symfonische orkesten van Chieti (Grande orchestre lirico - sinfonico Città di Chieti) en Lanciano.
Naast een aantal bewerkingen schreef hij eigen werk voor orkest en banda (harmonieorkest).

## Composities

### Werken voor banda (harmonieorkest)
- 1908 Sangue calabrese, passo doppio sinfonico
- 1922 Marica funebre in Sib
- 1924 I buffoni, marcia sinfonica
- 1924 Torre di Babele, karakteristieke mars
- 1928 Danza dell'abbandono
- 1928 I diavoletti, karakteristieke mars
- 1928 I Dopolavoristi, marcia sinfonica
- 1928 Pipilé, scherzo
- 1929 Ada, marcia sinfonica
- 1929 Calabria, marcia sinfonica
- 1929 Fede e trionfo, marcia sinfonica
- 1929 Gemella, marcia sinfonica
- 1929 I critici cafoni, marcia sinfonica
- 1931 Andalusa, marcia sinfonica
- 1931 I tifosi, marcia sinfonica[3]
- 1933 Velia, marcia sinfonica
- 1960 Le Fonti di Acquaviva, mars
- A papà, scherzo marcia
- A piacere, groteske symfonische mars
- Abruzzo gentile, marcia sinfonica
- Allegra brigata, scherzo marciabile
- Amarezza, treurmars
- Antoniana, marcia sinfonica
- Appassionata, marcia sinfonica
- Armoniosa, marcia sinfonica
- Atriana, marcia sinfonica
- Concert, voor klarinet en banda (harmonieorkest)
- Danza orientale
- Dolore, treurmars
- Emancipazione, marcia sinfonica
- Esperia, marcia sinfonica
- Eva, marcia sinfonica
- Flora, marcia sinfonica
- Folletti, marcia sinfonica
- Gli spostati, mars
- I miserabili, marcia sinfonica
- I pezzenti, marcia sinfonica
- I rosicatori, marcia sinfonica
- I vagabondi, marcia sinfonica
- Lanciano, marcia sinfonica
- Libertas, marcia sinfonica
- Liù, marcia sinfonica
- Marincoliana, marcia sinfonica
- Miss Italia, marcia sinfonica
- Moresca, marcia sinfonica
- Non vi preoccupate, marcia sinfonica[4]
- Nubifragio
- Omaggio floreale, karakteristieke mars
- Ortona
- Pich-pich a me?, scherzo
- Puglia, marcia sinfonica
- Quadri sonori, suite
- Richitì, one-step
- Rimembranze calabresi, suite
- Ritorno a Lanciano, marcia sinfonica
- Rivelazione, karakteristieke mars
- Romantica, marcia sinfonica
- Sconforto, treurmars
- Silana, marcia sinfonica
- Tristezza, treurmars
- Tutto pepe, scherzo marciabile
- Vestea, marcia sinfonica
- Via col vento, marcia sinfonica
- Viaggio di nozze, marcia sinfonica